# Передсвідоме
Передсвідоме (нім. das Vorbewusste; англ. Preconscious) — у психоаналізі це місця, що передують свідомості. Думки є передсвідомими, коли вони в певний момент несвідомі, але не витісняються. Таким чином, передсвідомі думки доступні для пригадування і легко «можуть стати свідомими» — фраза, яку Зигмунд Фрейд приписує Йозефу Бреєру.
У своїй топографічній системі розумуФрейд протиставив передсвідоме (Pcs.; нім. das Vorbewusste) як до свідомого (Cs.; das Bewusste), так і до несвідомого (Ucs.; das Unbewusste).
Передсвідоме також може означати інформацію, доступну для когнітивної обробки, але яка наразі лежить за межами свідомого усвідомлення. Однією з найпоширеніших форм передсвідомої обробки є праймінг. Іншими поширеними формами передсвідомої обробки є феномен кінчика язика та сліпозір.

## «Топографічна» система Фрейда
У 1900 році у своїй книзі «Тлумачення сновидінь» Фрейд ввів ідею про те, що несвідомий розум використовується не просто для опису протилежності свідомості. Натомість він наполягав на тому, що в несвідомому існують дві сфери: несвідома та передсвідома. Він зарезервував термін несвідоме для думок, неприпустимих для свідомості, тоді як термін передсвідоме використовувався для позначення екрану між несвідомим і свідомим. Предсвідомість обмежує доступ до свідомості і відповідає за довільні рухи та увагу. Фрейд далі пояснив цю різницю так:
«…два види несвідомого — один, який легко, за обставин, що часто виникають, перетворюється на щось свідоме, і інший, з яким ця трансформація є важкою і відбувається лише за умови значних витрат зусиль або, можливо, взагалі ніколи. [ …] Ми називаємо несвідоме, яке є лише латентним і тому легко стає свідомим, „передсвідомим“, і зберігаємо термін „несвідоме“ для іншого».
Як пояснив Девід Стаффорд-Кларк
«Якщо свідомість — це загальна сума всього, що ми усвідомлюємо, то передсвідомість — це резервуар усього, що ми можемо запам'ятати, усе, що доступно для добровільного пригадування: сховище пам'яті. Це залишає несвідому область психічного життя містять усі більш примітивні спонукання та імпульси, що впливають на наші дії без того, щоб ми їх повністю усвідомлювали, разом із усіма важливими сузір'ями ідей чи спогадів із сильним емоційним зарядом, які колись були присутні у свідомості, але з тих пір були витіснені. так що вони більше не доступні йому, навіть через самоаналіз або спроби запам'ятати».
Оригінальний німецький термін Фрейда для передсвідомого був das Vorbewusste, несвідоме є das Unbewusste.

### Характеристики
Фрейд бачив, що передсвідоме характеризується перевіркою реальності, спогадами, які можна пригадати, і (перш за все) посиланнями на презентації слів — ключовою відмінністю від змісту несвідомого. У розділі 2 своєї книги «Его та ідентифікація» Фрейд пояснює, що справжня різниця між несвідомою ідеєю та передсвідомою ідеєю полягає в тому, що несвідомі ідеї базуються на невідомому матеріалі, тоді як передсвідомі ідеї зазвичай приводять у свідомість через зв'язки зі словом- презентації. Представлення слів — це сліди пам'яті, які свого часу були сприйняттям і, отже, можуть знову стати свідомими. Тоді єдиний спосіб, за його словами, перенести щось із несвідомого в передсвідоме — це забезпечити передсвідоме проміжними ланками, які з'єднують несвідому думку з відповідним словом або картиною в передсвідомому.

### Відношення до Его, Ід і Суперего
Вищеописані відмінності між свідомим, передсвідомим і несвідомим представляють просторові системи розуму Фрейда. У 1923 році, на додаток до цих просторових вимірів, Фрейд представив три чіткі, взаємодіючі агенти розуму: ідентифікатор, его та суперего. Ці три агенти описані тут більш детально, але коротко кажучи, вони є окремими та відмінними, хоча й дещо збігаються з попереднім поділом Фрейда на свідоме, передсвідоме та несвідоме.
Его — це узгоджена організація психічних процесів, до якої часто прив'язана свідомість, але воно також може існувати в передсвідомому шляхом цензури вмісту в несвідомому. Его також здатне чинити опір психічному матеріалу, а отже, воно також здатне бути несвідомим у динамічному сенсі. Ідентифікатор є повністю несвідомим агентом розуму, який складається з потягів і витісненого матеріалу. Его та ідентифікатор взаємодіють, оскільки его прагне поширити вплив зовнішнього світу на ідентифікатор. Коротше кажучи, его представляє розум і здоровий глузд, а ідентифікатор містить глибокі пристрасті. Суперего являє собою ідеальне Я, визначене в дитинстві, значною мірою сформоване розв'язанням Едипового конфлікту.

## В терапії
Велика частина роботи терапевта відбувається на передсвідомому рівні в клінічній ситуації. І навпаки, серед продуктів пацієнта можна відрізнити передсвідомі фантазії переносу від несвідомих.
Ерік Берн вважав, що передсвідоме охоплює набагато ширшу сферу розуму, ніж зазвичай визнається, «культ» несвідомого призводить до його переоцінки як аналітиком, так і аналізандом.